# Priscila Perales
Silvia Priscila Perales Elizondo (Monterrey, 24 de fevereiro de 1983) é uma modelo e rainha de beleza do México que venceu o Miss Internacional 2007.
Ela foi a primeira de seu país a vencer este concurso.

## Participação em concursos de beleza

### Miss México 2005
Priscila venceu o Nuestra Belleza México 2005 e com isto ganhou a chance de ir ao Miss Universo 2006, concurso no qual foi Top 10.

### Miss Internacional 2007
Em 2007, então com 24 anos de idade, ela representeou seu país no Miss Internacional, concurso realizado em Tóquio no dia  15 de outubro de 2007 e que ela acabou vencendo ao derrotar outras 60 concorrentes. Após vencer ela disse: "Vim muito preparada e dei tudo de mim e pensei que poderia conseguir, mas neste tipo de concurso qualquer coisa pode acontecer. Havia muitas candidatas bonitas, mas por sorte eu levei a coroa."

## Polêmica
Dois meses depois de vencer o Miss Internacional, em dezembro de 2017, Priscila foi detida no México por dirigir embriagada.  "Perales dirigia bêbada um BMW, por isso foi detida pelas autoridades", disse um assessor do município de San Pedro Garza García.

## Vida pós-concursos
Após encerrar sua participação nos concursos de beleza, Priscila trabalhou como atriz em diversas telenovelas, sem, contudo alcançar o sucesso.
Ela também escreveu alguns livros em inglês.
Em meados de 2019 ela lançou um site, priscilaperales.com, através do qual vende produtos holísticos. "Se transformou em Miss Holística", escreveu o jornal El Norte.

### Casamento e filhos
Em maio de 2018 Priscila se casou com o ex-piloto Adrián Fernández numa cerimônia realizada em Miami, cidade onde o casal vive.
Ela anunciou em seu Instagram no dia 09 de março de 2020 que esperava o primeiro filho. "Não há palavras para descrever minha felicidade", postou junto a uma foto do casal segurando um par de sapatinhos de bebê.
O bebê, batizado Adrián como o pai, nasceu em outubro de 2020.